# Греков, Степан Евдокимович
Степан Евдокимович Греков (1768—1833) — русский военачальник, генерал-майор.

## Биография
Родился в 1768 году, «из подполковничьих Войска Донского детей». Отец — полковник Евдоким Тимофеевич Греков. Брат Алексея Евдокимовича и Дмитрия Евдокимовича.
1 мая 1786 года вступил в службу казаком. 14 февраля 1788 года произведён в есаулы.
В ходе русско-турецкой войны 1787—1791 годов сражался при Фокшанах, Рымнике, Измаиле (ранен картечью в правую ногу), Мачине (получил именную золотую медаль). За отличие в боях против неприятеля был награждён чинами капитана, секунд-майора и затем премьер-майора. Чин полковника получил 31 октября 1798 года.
Участник наполеоновских войн. Принимал участие в заграничных походах русской армии. В генерал-майоры был произведен за отличие 13 марта 1813 года. В 1814 году командовал десятью казачьими полками. После войны состоял членом войсковой канцелярии Войска Донского.
Умер в 1833 году.

## Награды
- Награждён орденом Св. Георгия 4-й степени (№ 2555 (1189); 26 марта 1813) — «В воздаяние ревностной службы и отличия, оказанного против французских войск с 13 октября по 4 января, где, по нахождению под начальством генерала от кавалерии графа Платова, командуя частью полков из бригады генерал-лейтенанта Иловайского, а иногда и бригадою, действовал с отличною предприимчивостию и благоразумием, 13 октября у Мало-Ярославца, 19 у Колодского монастыря, 26 и 27 при разбитии неприятельского корпуса и отбитии 80 пушек под Духовщиною, где сам отбил 16 пушек, а потом во все время преследования неприятеля до Ковно и за реку Неман, находясь в авангарде, оказывал повсюду отличное мужество и неустрашимость»[2] и Золотым оружием «За храбрость».
- Также награждён орденами Св. Владимира 3-й степени, Св. Анны 1-й степени, Золотым крестом «За взятие Измаила» и серебряной медалью «В память Отечественной войны 1812 года».